# Sean Parnell
Sean Robert Parnell (Hanford (Californië), 19 november 1962) is een Amerikaans politicus van de Republikeinse Partij. Hij was de gouverneur van Alaska van 2009 tot 2014. Daarvoor diende hij van 2006 tot 2009 als de luitenant-gouverneur van Alaska onder gouverneur Sarah Palin.

## Levensloop
Parnell werd geboren in Californië en studeerde aan de Pacific Luteran University in de staat Washington. Daar behaalde hij een Bachelor of Arts in 1984 en drie jaar later behaalde hij een graad in de rechten aan de Seattle University. Daarna werd hij advocaat. Ook werd hij in 1992 gekozen in het Huis van Afgevaardigden van de staat Alaska. In 1996 stelde hij zich verkiesbaar voor de Senaat van Alaska en werd ook gekozen. In de Senaat was hij lid van de energieraad en diende in het financiële comité. Later verliet hij de Senaat om te gaan werken voor de oliemaatschappij ConocoPhillips. In 2005 maakte hij de overstap naar het advocatenkantoor Patton Boggs. Hier adviseerde hij klanten over de wetgeving op het gebied aangaande belangrijke olie- en gasprojecten. Na een kleine twee jaar verliet hij de lobbyist alweer om de running mate van Sarah Palin te worden bij haar strijd om het gouverneurschap van de staat Alaska. Zij won de verkiezingen en hij werd haar luitenant-gouverneur. Kort na zijn verkiezing stelde hij zich ook verkiesbaar voor een zetel in het Amerikaanse Huis van Afgevaardigden. Hij verloor echter de voorverkiezingen.
Parnell werd op 26 juli 2009 gouverneur van Alaska na het plotseling terugtreden van gouverneur en partijgenoot Sarah Palin. Hij werd beëdigd in het Governor's Picnic in Fairbanks. In 2010 slaagde hij er vervolgens in op eigen kracht gekozen te worden voor een termijn van vier jaar. Bij de gouverneursverkiezingen van 2014 werd Parnell echter niet herverkozen voor een tweede termijn. Hij werd verslagen door de onafhankelijke kandidaat Bill Walker, die het gouverneurschap op 1 december 2014 van hem overnam.
- Gemeinsame Normdatei: 1178500551
- International Standard Name Identifier: 0000 0000 6814 4060
- Library of Congress Control Number: no2009117531
- Virtual International Authority File: 96800304
- WorldCat: E39PBJmxXfPjkFt3WMg3GyVHmd